# Campeonato Europeu de Halterofilismo de 1913
O 17º Campeonato Europeu de Halterofilismo foi realizado em Brno, na Áustria entre 20 a 21 de fevereiro de 1913. Foram disputadas quatro categorias.

## Quadro de medalhas
| Ordem | País     | Medalha de ouro | Medalha de prata | Medalha de bronze | Total |
| ----- | -------- | --------------- | ---------------- | ----------------- | ----- |
| 1     | Áustria  | 3               | 4                | 3                 | 10    |
| 2     | Alemanha | 1               | 0                | 1                 | 2     |
| Total | Total    | 4               | 4                | 4                 | 12    |